# حبيل مفصل (ردفان)

تعديل مصدري - تعديل

حبيل مفصل هي إحدى قرى عزلة الحبيلين بمديرية ردفان التابعة لمحافظة لحج، بلغ تعداد سكانها 57 نسمة حسب تعداد اليمن لعام 2004.